# ريتشارد غارسيا

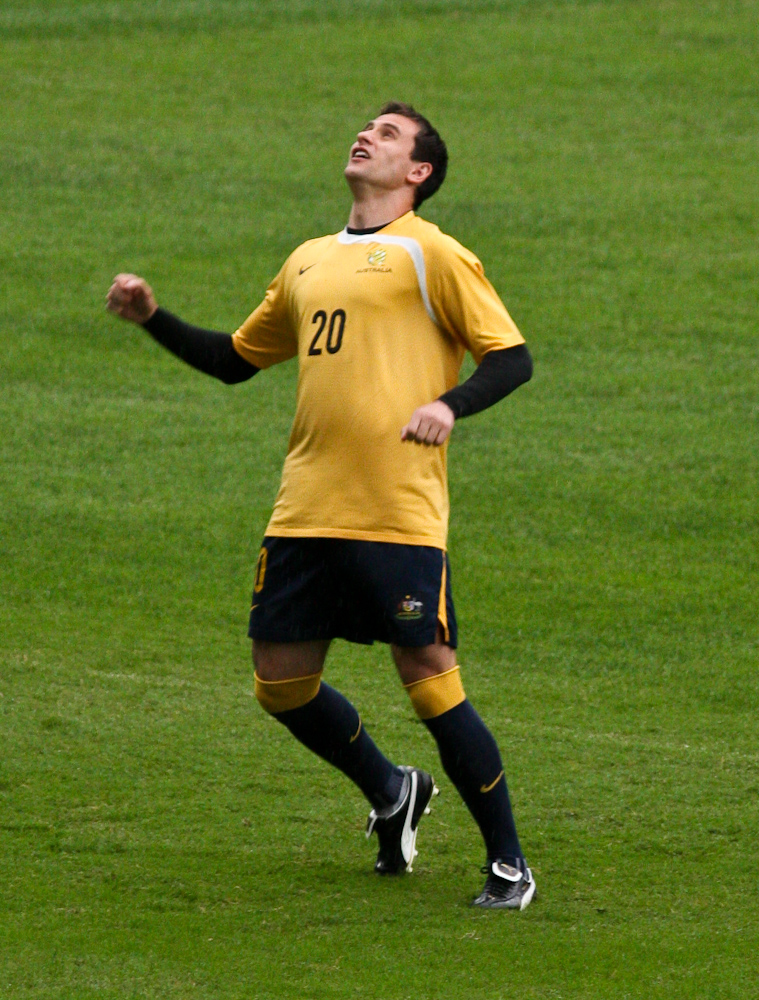
Richard Garcia

ريتشارد غارسيا (بالإنجليزية: Richard Garcia)‏ (مواليد 4 سبتمبر 1981 في بيرث - أستراليا) لاعب كرة قدم أسترالي يلعب حاليا لصالح نادي الدرجة الممتازة هال سيتي الإنجليزي منذ 2007 في مركز الجناح الأيمن كما يجيد اللعب في مركز المهاجم الثاني .

## مسيرته الكروية
لعب ريتشارد غارسيا خلال مسيرته الاحترافية مع 8 أندية في عشرون موسمًا وسجل خلالها 46 هدفًا ضمن 335 مباراة. ولم يفز بأي موسم بالكأس أو بالدوري.
خاض ريتشارد غارسيا مسيرته مع نادي وست هام يونايتد في موسم 1999–00 في المرة الأولى لمدة موسم واحد ثم في موسم 2001–02 ليلعب معه أربعة مواسم، مشاركًا طوالها في 16 مباراة ولم يسجل أي هدف. ثم انتقل إلى نادي ليتون أورينت في موسم 2000–01 لمدة موسم واحد، حيث شارك في 18 مباراة سجل خلالها 5 أهداف. لينتقل بعدها إلى نادي كولتشستر يونايتد في موسم 2004–05 واستمر معه طيلة ثلاثة مواسم، مشاركًا في 82 مباراة سجل خلالها 16 هدفًا. ثم انتقل إلى نادي هال سيتي في موسم 2007–08 ليلعب معه خمسة مواسم، مشاركًا في 114 مباراة سجل خلالها 8 أهداف. هذا وانتقل لاحقًا إلى نادي ملبورن سيتي في موسم 2012–13 لمدة موسم واحد، مشاركًا في 24 مباراة سجل خلالها 6 أهداف. ثم انتقل بعدها إلى نادي سيدني إف سي في موسم 2013–14 لمدة موسم واحد، مشاركًا في 23 مباراة سجل خلالها 6 أهداف أيضًا. ليعود وينتقل من جديد، لكن هذه المرة إلى مينيسوتا يونايتد ما بين عامي 2014 و2015 لمدة موسم واحد، مشاركًا في مباراتين ولم يسجل أي هدف. لينتقل بعدها إلى نادي برث غلوري في موسم 2014–15 واستمر معه طيلة ثلاثة مواسم، مشاركًا في 56 مباراة سجل خلالها 5 أهداف.

## روابط خارجية
- ريتشارد غارسيا على موقع الاتحاد الدولي (مؤرشف)  (الإنجليزية)
- ريتشارد غارسيا على موقع قاعدة بيانات كرة القدم.إي يو (الإنجليزية)
- ريتشارد غارسيا على موقع ناشيونال فوتبول تيمز (الإنجليزية)
- ريتشارد غارسيا على موقع Soccerbase.com (لاعب) (الإنجليزية)
- ريتشارد غارسيا على موقع Soccerway.com (الإنجليزية)
- ريتشارد غارسيا على موقع عالم كرة القدم.نت (الإنجليزية)
- ريتشارد غارسيا على موقع كووورة